# Menhir von Peyrefitte (Saint-Sulpice-de-Faleyrens)

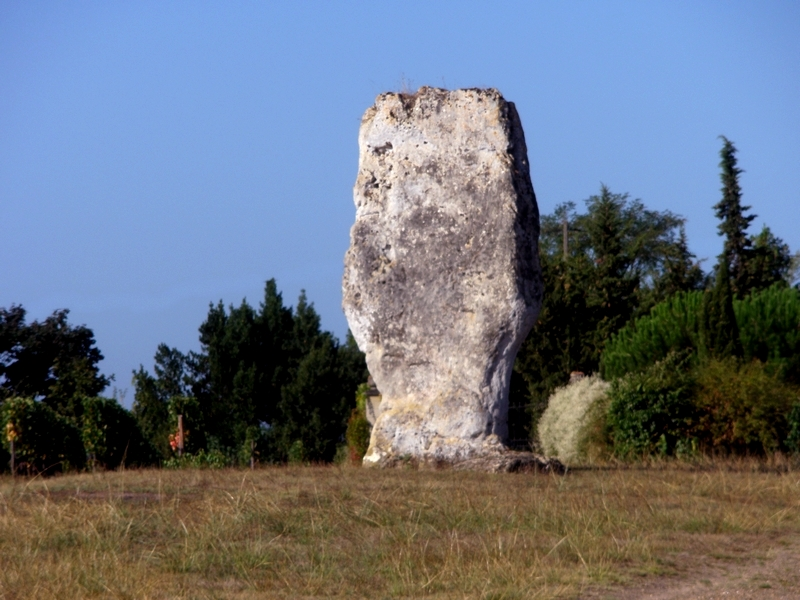
Menhir de Peyrefitte

Der Menhir von Peyrefitte (auch Pierrefitte oder Pierre Fitte genannt) ist ein Menhir in Saint-Sulpice-de-Faleyrens im Département Gironde in Frankreich. Der größte Menhir in Südwestfrankreich befindet sich etwa 50 Meter westlich der Straße von Libourne nach Branne und 200 Meter von der Dordogne entfernt.

## Beschreibung
Der Menhir besteht aus einem monolithischen Kalksteinblock mit viereckigem Querschnitt. Er stammt von etwa 2,5 km östlich in Saint-Émilion gelegenen Aufschlüssen der Gesteinsart. Er ist etwa 5,2 m hoch, 3,0 m breit und 1,5 m dick. Sein Gewicht wird unter Berücksichtigung des vergrabenen Teils auf etwa 50 Tonnen geschätzt. Er hat eine Verengung an seiner Unterseite. Auf einer Seite befindet sich 0,7 m über dem Boden ein rundes „Loch für Opfergaben“, das vermutlich aus dem Mittelalter stammt.
Wie bei allen Menhiren ist eine Datierung schwierig. Er steht in der Nähe der reichsten Galeriegräber in der Region, die aus der späten Jungsteinzeit (2600–2300 v. Chr.) stammen, und ist wahrscheinlich zeitgenössisch.
Der Stein wird in den Gesetzestexten des 13. Jahrhunderts als Grenzstein Petra Fixa erwähnt. Im 19. Jahrhundert wurde in der Nähe ein merowingisches Grab mit Knochen und zwei eisernen Schlüsseln gefunden.
Der Menhir von Peyrefitte wurde 1889 als Monument historique klassifiziert.

## Folklore
Es gibt mehrere Legende über den Menhir, dem auch Heilkräfte zugesprochen werden.
Am Fest des heiligen Johannes (24. Juni) wird der Menhir geschmückt. Die Teilnehmer einer Prozession gehen mit brennenden Kerzen zweimal um den Menhir und wünschen sich etwas. Schließlich werden die Kerzen der Strömung der Dordogne anvertraut. Einige schreiben Gelübde auf ein Papier, das zu einem Boot gefaltet und dem Fluss übergeben wird. Feuerwerke verstärken die Atmosphäre.